# University of Central Asia
Die University of Central Asia (UCA) wurde im Jahr 2000 gegründet. Die Präsidenten der zentralasiatischen Staaten Tadschikistans, Kirgisistans und Kasachstans sowie Karim Aga Khan IV., der Gründer des Aga Khan Development Networks, unterzeichneten die internationale Gründungsurkunde für die Errichtung dieser privaten, säkularen Universität. Sie wurde von den nationalen Parlamenten der drei Staaten ratifiziert und bei den Vereinten Nationen registriert. Die Kosten der Errichtung der Universität belaufen sich auf ca. 200 Millionen US$, wobei 15 Millionen von der Aga Khan Entwicklungshilfe gestiftet werden. Verschiedene nicht-asiatische Staaten wie Kanada, Deutschland, Japan und die Schweiz leisten finanzielle Hilfe.
Die UCA ist eine private, unabhängige Universität mit eigener Verwaltung. Die Universität hat drei Campus, die sich auf die drei Vertragsstaaten verteilen. Ziel der University of Central Asia ist die Förderung der sozio-ökonomischen Entwicklung zentralasiatischer Völker und Erhöhung des Bildungsstandards für die Ausbildung zukünftiger Entscheidungsträger bei gleichzeitiger Erhaltung der kulturellen Traditionen in der Region.

## Campus und Einrichtungen
Die zentrale Verwaltung befindet sich in der kirgisischen Hauptstadt Bischkek. Die drei Campus der UCA befinden sich in der kasachischen Stadt Tekeli, in der tadschikischen Stadt Chorugh und in der kirgisischen Stadt Naryn. Letzterer eröffnete im September 2016 für die ersten Studierenden. Der Bau des Campus in Naryn stand lange Zeit still, da er sich unmittelbar auf einer geologischen Störungslinie befindet.
Die drei Campus weisen eine ähnliche bauliche Struktur auf. Sie umfassen akademische und administrative Einrichtungen, Wohnunterkünfte, eine Bibliothek sowie Kultur- und Sporteinrichtungen. Jeder Campus bietet Unterkunft für bis zu 1200 Studenten sowie für ca. 100 Lehrende und Mitarbeiter. Öffentlich zugängliche Parklandschaften zieren den Campus. Der japanische Architekt Arata Isozaki hat die Campus geplant.

## Studienangebot

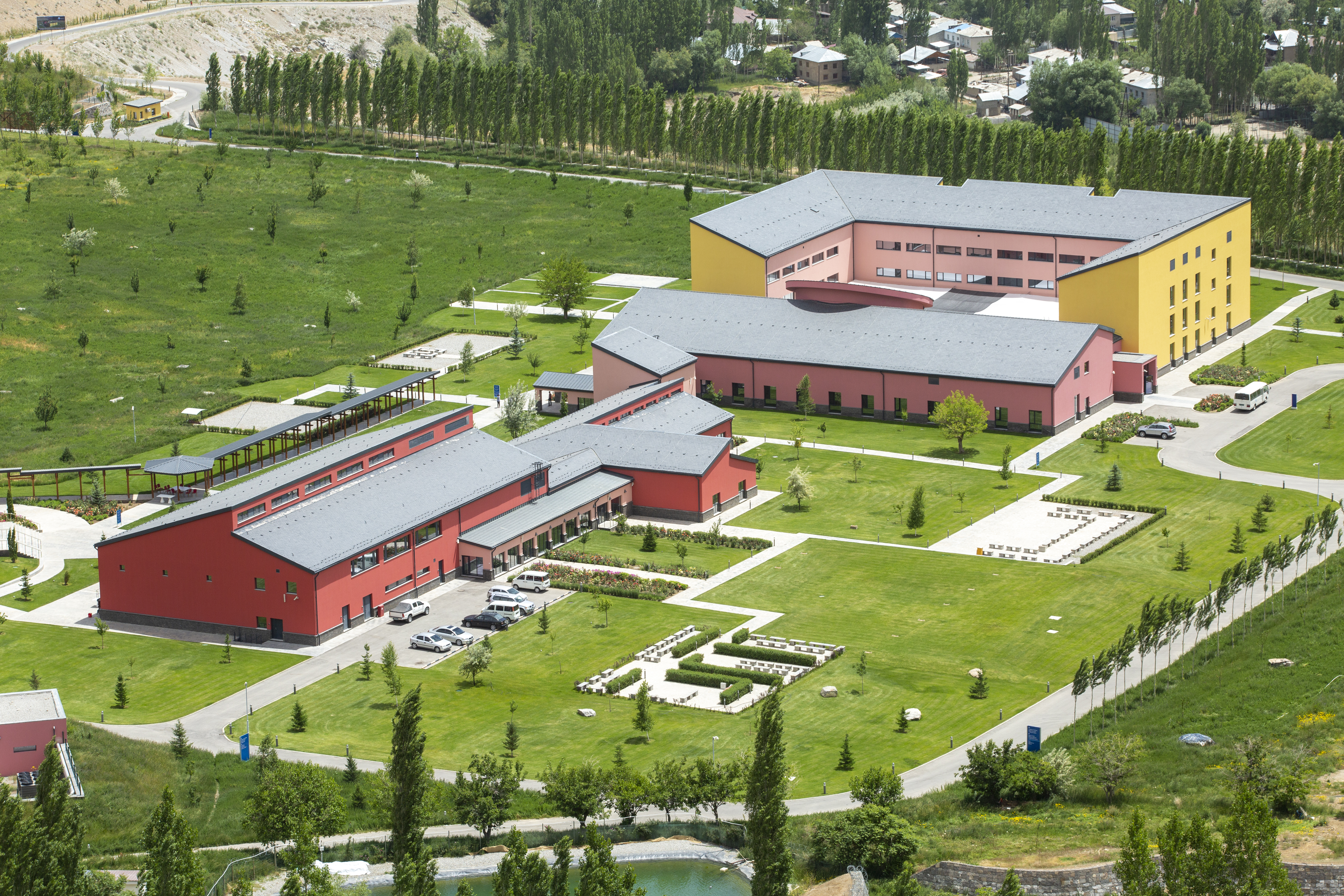
Campus in der tadschikischen Stadt Chorugh

Die UCA bietet nach internationalem Vorbild sowohl undergraduate Studiengänge, sowie weiterführende graduate Studiengänge an, die alle in englischer Sprache abgehalten werden. Zur Vorbereitung eines Studiums werden Englischkurse angeboten.
Die vierjährige undergraduate School of Arts and Sciences bietet Programme in den Geisteswissenschaften (u. a. Geschichte, Sprachen, Philosophie), den Sozialwissenschaften (u. a. Politikwissenschaften, Soziologie, Anthropologie) und den Naturwissenschaften (u. a. Biologie, Chemie, Technik) an. Die darauf aufbauende Graduate School of Development bietet breiter gefächerte Vertiefungen an. So werden unter anderem Programme in Personalentwicklung, Umwelt- und Ressourcenmanagement, Regionalplanung oder Tourismus und Freizeit angeboten.

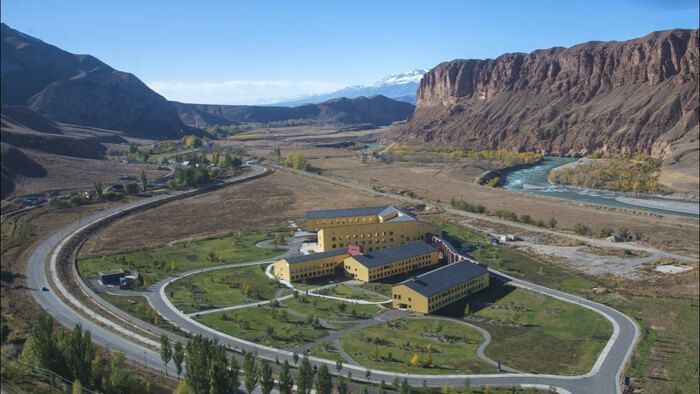
Campus in der kirgisischen Stadt Naryn.

Neben dem akademischen Angebot gibt es mit der School of Professional and Continuing Education (SPCE) ein Programm, das formale, universitäre Ausbildung ohne akademischen Abschluss anbietet. Es bietet die Möglichkeit, sich berufliche und soziale Zusatzkompetenzen anzueignen, unter anderem den Umgang mit Computern, Fremdsprachen, Unternehmensführung oder soft skills.